# Ray Podloski
Raymond Sidney Podloski (Edmonton, Alberta, 1966. január 5. – Edmonton, Alberta, 2018. május 29.) kanadai jégkorongozó.

## Pályafutása
1986 és 2005 között volt aktív jégkorongozó. Az NHL-ben 1988–89-ben játszott a Boston Bruins csapatában nyolc alkalommal. 1989-90-ben 58 alkalommal szerepelt a kanadai válogatottban. 1990 és 2005 között Európában játszott: német, olasz és osztrák csapatokban.